# Tibor Bábi
Tibor Bábi, nume purtat la naștere Tibor Pockody  (n.30 octombrie 1925, Báb, Cehoslovacia-d.23 iunie 1978, Bratislava) a fost un scriitor, poet și traducător maghiar din Cehoslovacia.